# شهرستان گلدن ولی (مونتانا)
شهرستان گلدن ولی، مونتانا (به انگلیسی: Golden Valley County, Montana) یک سکونتگاه مسکونی در ایالات متحده آمریکا است که در ایالت مونتانا واقع شده‌است.

## خصوصیات
شهرستان گلدن ولی ۳٬۰۴۵٫۸۴ کیلومترمربع مساحت دارد.